# Skyjet Airlines
Magnum Air (im Außenauftritt Skyjet Airlines) ist eine philippinische Fluggesellschaft mit Sitz in Pasay City und Basis auf dem Ninoy Aquino International Airport.

## Geschichte
Skyjet Airlines wurde 2005 gegründet und nahm 2012 den Flugbetrieb auf. Mitte Mai 2015 wurde die Fluggesellschaft zusammen mit der South East Asian Airlines International von der philippinischen Flugsicherheitsbehörde (CAAP) bis Anfang Juni 2015 aus Sicherheitsgründen gesperrt. Im Juni 2015 wurde Skyjet wie alle philippinischen Fluggesellschaften von der Liste der Betriebsuntersagungen für den Luftraum der Europäischen Union gestrichen.

## Flotte
Mit Stand Juni 2022 besteht die Flotte der Skyjet Airlines aus vier Flugzeugen mit einem Durchschnittsalter von 32,7 Jahren:
| Flugzeugtyp | Luftfahrzeugkennzeichen | Anmerkungen | Sitzplätze |
| ----------- | ----------------------- | ----------- | ---------- |
| BAe 146-100 | RP-C5255                |             | 80         |
| BAe 146-200 | RP-C3855                |             | 92         |
| BAe 146-200 | RP-C6358                |             | 92         |
| BAe 146-200 | RP-C8537                |             | 92         |

## Ehemalige Flugzeugtypen
- ATR 72-500

## Zwischenfälle
- Am 19. Oktober 2013 verunglückte eine BAe 146-200 (Luftfahrzeugkennzeichen RP-C5525) unterwegs von Manila zum Balesin Island Airport bei der Landung in Balesin. Es kamen keine Personen zu Schaden, aber das Flugzeug musste abgeschrieben werden.[5]